# Прецизійність
Прецизійність (англ. precision) — ступінь наближення один до одного незалежних результатів повторних вимірювань однієї і тієї ж величини, одержаних в конкретних регламентованих умовах.
Незалежні результати вимірювань — результати, одержані способом, на який не впливають ніякі попередні результати вимірювання тієї ж величини.
Прецизійність відображає той факт, що під час вимірювання навіть, здавалося б, за незмінних умов, певні чинники, які впливають на результат вимірювання все-таки змінюються, що призводить до спостережуваної на практиці мінливості результатів. Чим більший розкид результатів спостерігається на досліді, тим менша прецизійність результатів, і навпаки, за вищої прецизійності результати вимірювання групуються тісніше один біля одного. 
Кількісною мірою прецизійності виступає стандартне (середнє квадратичне) відхилення результатів вимірювань. Меншій прецизійності відповідає більше стандартне відхилення. Кількісне значення прецизійності суттєво залежить від умов одержання результатів, тому завжди, коли мова йде про прецизійність результатів, необхідно чітко зазначати умови, за яких їх отримано. Крайніми випадками прецизійності виступають збіжність та відтворюваність, які часто використовуються в практиці вимірювань як критерії прийнятності їх результатів. Розрізняють також проміжну прецизійність, коли результати отримуються в умовах мінливості лише певних факторів (не всіх можливих), які мають бути чітко зазначені. 
Поняття прецизійності тісно пов'язане з поняттям метрологічної сумісності.
Слід зазначити, що прецизійність характеризує близькість один до одного результатів повторних вимірювань однієї і тієї ж величини, однак не характеризує їх ступінь близькості до істинного значення вимірюваної фізичної величини (точність).